# Zlodica, Iași
Zlodica este un sat în comuna Ceplenița din județul Iași, Moldova, România.

## Obiective turistice
- Podul medieval din Zlodica - datând din secolul al XV-lea (din perioada domniei lui Ștefan cel Mare); Cod LMI IS-II-m-B-04274
- Biserica de lemn „Sf. Voievozi” - monument istoric datând din secolul al XVII-lea; se află în cimitirul satului; Cod LMI IS-II-m-B-04273
- Beciul lui Zlodica - sec. XV; Cod LMI IS-II-m-B-04272

## Legături externe
Materiale media legate de Zlodica la Wikimedia Commons